# 贡迪·布施
贡迪·布施（德語：Gundi Busch，1935年4月29日—2014年1月31日），德国女子花样滑冰运动员，主攻单人滑。她曾代表西德参加世界花样滑冰锦标赛，获得一枚金牌和一枚银牌。她也参加了1952年冬季奥运会。